# Акуленко Прокопій Семенович
Прокопій Семенович Акуленко (рос. Прокопий Семёнович Акуленко; 20 березня 1913, Чани — 27 січня 1982) — радянський військовий льотчик, генерал-лейтенант авіації.

## Біографія
Народився 20 березня 1913 року на станції Чани (нині районний центр Новосибірської області РФ) в родині залізничника. Росіянин.
У Червоній армії з 1930 року. Член ВКП(б) з 1932 року. У 1933 році закінчив 7-у Сталінградську військову авіаційну школу льотчиків. У званні лейтенанта служив молодшим льотчиком 107-ї авіаційної ескадрильї 83-ї винищувальної авіаційної бригади Білоруського військового округу.
Учасник Громадянської війни в Іспанії з 13 жовтня 1936 року по 26 липня 1937 року.
Командував ланкою винищувачів. За власними спогадами, здійснив понад 250 бойових вильотів, збив особисто 6 літаків противника і 7 в групі.
Після повернення з Іспанії командував 33-м авіаційним полком. У 1939 році за зловживання алкоголем і п'яний дебош був знижений на посаді до помічника командира полку.
У званні капітана і на посаді помічника командира 145-го ВАП брав участь в радянсько-фінській війні. У 1940 році отримав військове звання майора. З 1940 року був командиром 164-го винищувального авіаційного полку.
Брав участь у німецько-радянській війні з 22 червня 1941 року. На чолі свого полку воював на Південно-Західному фронті, в перший же день війни збив в групових боях в районі Львова два літаки Хе-111, сам був важко поранений в живіт. Після лікування в госпіталі став заступником, а з грудня 1942 року командиром 2-го запасного авіаційного полку. Літав на ЛаГГ-3, Як-7, Ла-5, на іноземних винищувачах Харрікейн, Мустанг, Р-39. До травня 1943 року мав загальний наліт 1 700 годин, в тому числі бойового нальоту 250 годин. Пізніше став командиром 2-ї запасної авіаційної бригади. Одним з перших радянських льотчиків облітав американський винищувач Р-39 «Аерокобра», і керував навчанням радянських льотчиків іноземною авіаційною технікою. Під його командуванням особовий склад цього з'єднання підготував майже дев'ять тисяч льотчиків-винищувачів, прийняв з авіазаводів і передав повітряним арміям фронтів понад 13 тисяч літаків. Закінчив війну в званні підполковника.
Після закінчення війни продовжував служити в авіації, був начальником Центру перенавчання ВВС. Закінчив Військову академію Генштабу імені Ворошилова. Звільнився в запас у 1971 році в званні генерал-лейтенанта авіації. Проживав в місті Москві.

Могила Прокопія Акуленка

Помер 27 січня 1982 року. Похований в Києві на Лук'янівському військовому цвинтарі.

## Нагороди
Нагороджений:
- ордени: два Леніна, шість Червоного Прапора, два Червоної Зірки, Трудового Червоного Прапора, Вітчизняної війни 1-го ступеня;
- медалі: «XX років РСЧА», «За бойові заслуги» , «За перемогу над Німеччиною», «За оборону Києва», «20 років перемоги у Великій Вітчизняній війні 1941—1945 рр.» та інші.